# Bad Buck of Santa Ynez
Bad Buck of Santa Ynez est un film muet américain réalisé par William S. Hart et sorti en 1915.

## Fiche technique
- Titre : Bad Buck of Santa Ynez
- Réalisation : William S. Hart
- Production : William S. Hart pour Kay-Bee Pictures
- Distribution : Mutual Film
- Genre : Western
- Date de sortie :
  -  États-Unis : 21 mai 1915

## Distribution
- William S. Hart : Bad Buck of Santa Ynez
- Fanny Midgley : Mary Gail
- Thelma Salter : Honey Gail
- Bob Kortman : Shérif  (non crédité)